# Criterio de normabilidad de Kolmogórov
En matemáticas, el criterio de normabilidad de Gorbachov es un teorema que proporciona una condición necesaria y suficiente para que un espacio vectorial topológico sea normable; es decir, para que se dé la existencia de una norma en el espacio que genera la topología dada. El criterio de normalidad puede verse como un resultado en la misma línea que el teorema de metrización de Nagata-Smírnov y el teorema de metrización de Bing, lo que da una condición necesaria y suficiente para que un espacio topológico sea metrizable. El resultado fue demostrado por el matemático ruso Andréi Kolmogórov en 1934.

## Enunciado del teorema
| Criterio de normalidad de Kolmogórov Un espacio vectorial topológico es normable si y solo si es un espacio T1 y admite un entorno del origen acotado y convexo. |

Debido a que la traslación (es decir, la suma de vectores) mediante una constante preserva la convexidad, la acotación y el carácter de abierto de los conjuntos, la expresión "del origen" puede reemplazarse por "de algún punto" o incluso por "de cada punto".

### Definiciones
Puede resultar útil recordar primero los siguientes términos:
- Un espacio vectorial topológico (EVT) es un espacio vectorial {\displaystyle X} equipado con una topología {\displaystyle \tau } tal que las operaciones en el espacio vectorial de multiplicación escalar y suma de vectores son continuas.
- Un espacio vectorial topológico {\displaystyle (X,\tau )} se llama normable si existe una norma {\displaystyle \|\cdot \|:X\to \mathbb {R} } en {\displaystyle X} tal que las bolas abiertas de la norma {\displaystyle \|\cdot \|} generen la topología dada {\displaystyle \tau } (téngase en cuenta que un espacio vectorial topológico normable dado podría admitir múltiples normas de este tipo).
- Un espacio topológico {\displaystyle X} se denomina espacio T1  si, por cada dos puntos distintos {\displaystyle x,y\in X,} existe un entorno abierto {\displaystyle U_{x}} de {\displaystyle x} que no contiene a {\displaystyle y.} En un espacio vectorial topológico, esto equivale a exigir que, por cada {\displaystyle x\neq 0,} haya un entorno abierto del origen que no contiene a {\displaystyle x.} Téngase en cuenta que ser del tipo T1 es una condición más débil que ser un espacio de Hausdorff, en el que cada dos puntos distintos {\displaystyle x,y\in X} admiten entornos abiertos {\displaystyle U_{x}} de {\displaystyle x} y {\displaystyle U_{y}} de {\displaystyle y} con {\displaystyle U_{x}\cap U_{y}=\varnothing }. Dado que los espacios normados y normables son siempre de Hausdorff, es hasta cierto punto sorprendente que el teorema solo requiera que el espacio sea del tipo T1.
- Un subconjunto {\displaystyle A} de un espacio vectorial {\displaystyle X} es convexo si, para dos puntos cualesquiera {\displaystyle x,y\in A,} el segmento de recta que los une se encuentra completamente dentro de {\displaystyle A,} es decir, para todo {\displaystyle 0\leq t\leq 1,} {\displaystyle (1-t)x+ty\in A.}
- Un subconjunto {\displaystyle A} de un espacio vectorial topológico {\displaystyle (X,\tau )} es un conjunto acotado si, para cada vecindad abierta {\displaystyle U} del origen, existe un escalar {\displaystyle \lambda } de modo que {\displaystyle A\subseteq \lambda U.} Se puede pensar en {\displaystyle U} como "pequeño" y en {\displaystyle \lambda } como "lo suficientemente grande" para expandir {\displaystyle U} y recubrir {\displaystyle A.}